# Lokomotiva 711
Lokomotiva 711 je modernizací lokomotiv řady 710 (původně T 334.0). Ve službách ČSD byl provoz původního typu ukončen začátkem devadesátých let dvacátého století, ale na mnohých regionálních tratích a vlečkách se nabízelo nadále jejich využití. Proto se přistoupilo k modernizaci, kterou na stávajícím pojezdu uskutečňovali ŽOS Vrútky, ŽOS Nymburk a později JLS Jihlava, která začala používat motory Caterpillar. Modernizace probíhaly v rozmezí let 1996 a 2001.

## Nasazení v praxi
Vozidla byla v provozu na vlečkách v Synthesii Pardubice, v cementárně Mokrá, jako náhradní vozidlo JLS apod. V současnosti[kdy?] je používána v železárnách EKO Stahl Eisenhüttenstadt v Německu, cementárně Králův Dvůr u Berouna, pile Javořice ve Ptení a v teplárně Zlín.

## Technické parametry
Lokomotiva má kapotové uspořádání s věžovou kabinou, umístěnou nesymetricky mezi dvěma představky blíže k zadnímu konci rámu. Kapota je usazena na podvozku s uspořádáním C. Oproti řadě 710 byl přenos výkonu upraven z hydromechanického na elektrický s využitím původního pojezdu, kabina a kapota byly vyrobené v nové verzi. Používá se pro rozchod tratí 1435 mm.

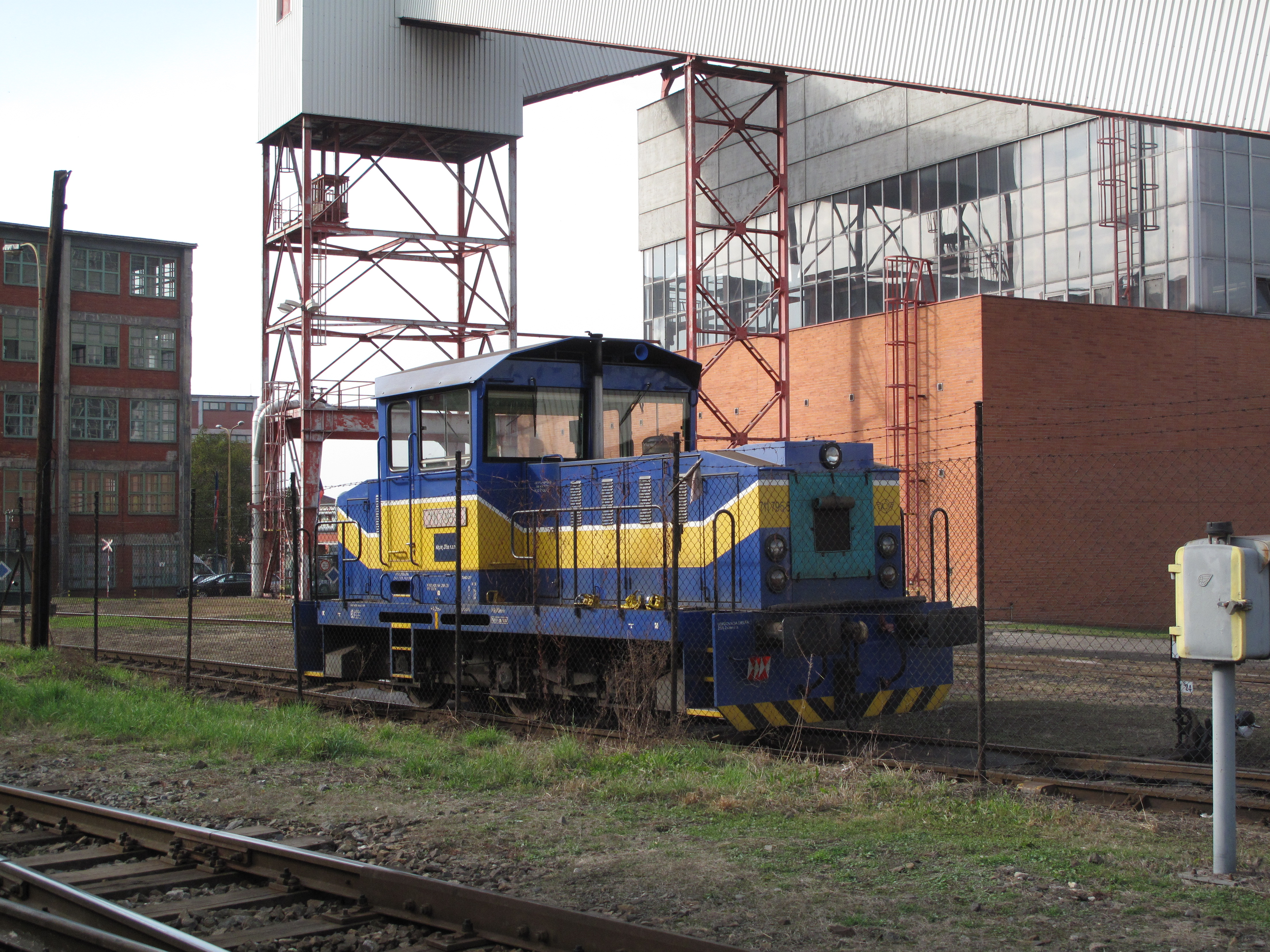
Lokomotiva ve Zlíně

Používaly se dvě varianty vznětových motorů: jedna s motorem LIAZ M 640 C a druhá s motorem Caterpillar 3406 DITA. Řada 711.5 používá motory Liaz. Motor Liaz je čtyřdobý vznětový šestiválec s přímým vstřikováním paliva, přeplňovaný turbodmychadlem o jmenovitém výkonu 242 kW při volnoběžných otáčkách 600 ot/min a tento typ modelu používal alternátor 1 FC 2 284-4. Řada 711.7 používá motory Caterpillar, což je čtyřdobý přeplňovaný šestiválec a tento typ modelu používal zároveň třífázový synchronní alternátor Siemens Drásov 1 FC 2 351-4. Řada 711.8 byla vyrobena pro německého zákazníka, taktéž s motorem Caterpillar.